# Petsjatniki (Ljoeblinsko-Dmitrovskaja-lijn)
Petsjatniki (Drukkers, Russisch: Печатники uitspraakⓘ) is een metrostation aan de Ljoeblinsko-Dmitrovskaja-lijn van de Moskouse metro. Het was het 155e station van de Moskouse metro en werd op 28 december 1995 geopend samen met het initiële deel van de Ljoeblinsko-Dmitrovskaja-lijn.  
Samen met het gelijknamige metrostation van de Grote Ringlijn en het treinstation Petsjatniki van de Moskouse Centrale Diameters vormt het een multimodale vervoershub (trein- en metrostations). 

## Ontwerp en inrichting
Het ondiep gelegen zuilenstation ligt met 5 meter onder de grond van de Moskouse metrostations het dichtst onder de oppervlakte.  De zuilen zijn bekleed met roze marmer, de tunnelwanden met grijs en zwart marmer. Het perron bestaat uit zwart rood en grijs graniet dat in een patroon van vierkanten is gelegd. De verlichting is aangebracht aan een golvend verlaagd plafond van geanodiseerd aluminium.  Het perron heeft aan zowel de west- als aan de oostzijde een vaste trap. De trap aan de westkant geeft toegang tot de multimodale transferhub en komt bovengronds naast de supermarkt Lenta. Het stationsgebouw staat aan de oostkant langs de Goerjanovastraat en is naast de trap naar het perron via een voetgangerstunnel verbonden met toegangen aan de Polbina- en Sjossenajastraat. De stationshal is opgesierd met een beschilderd metalen paneel van kunstenaar V.A. Boebov, dat “De arbeid en rust van de Moskovieten” uitbeeldt.  Ten westen van het station ligt een dubbelsporige verbinding met het depot van de lijn dat bovengronds ten noorden van de lijn ligt.    

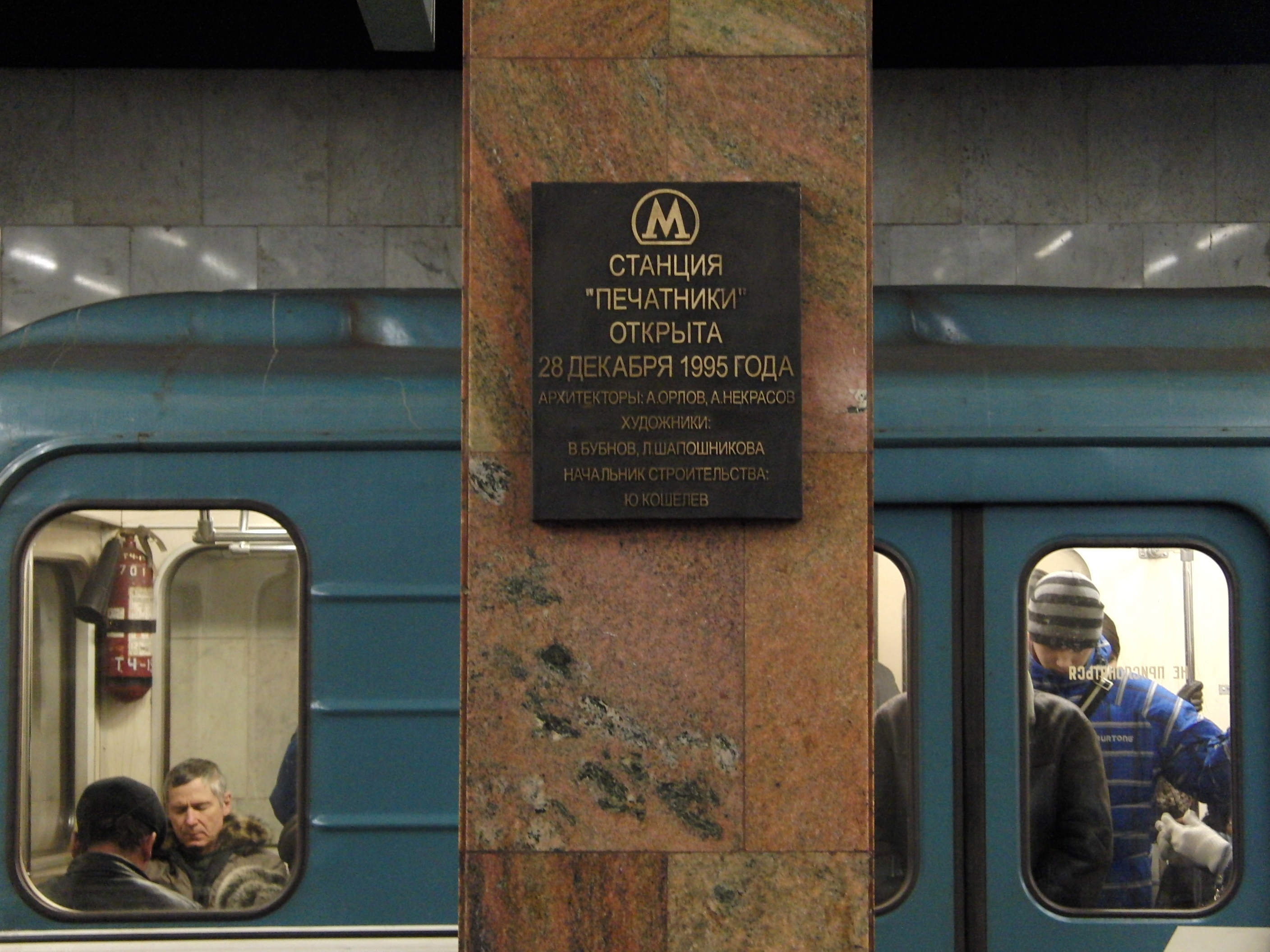
Het officiële naambord
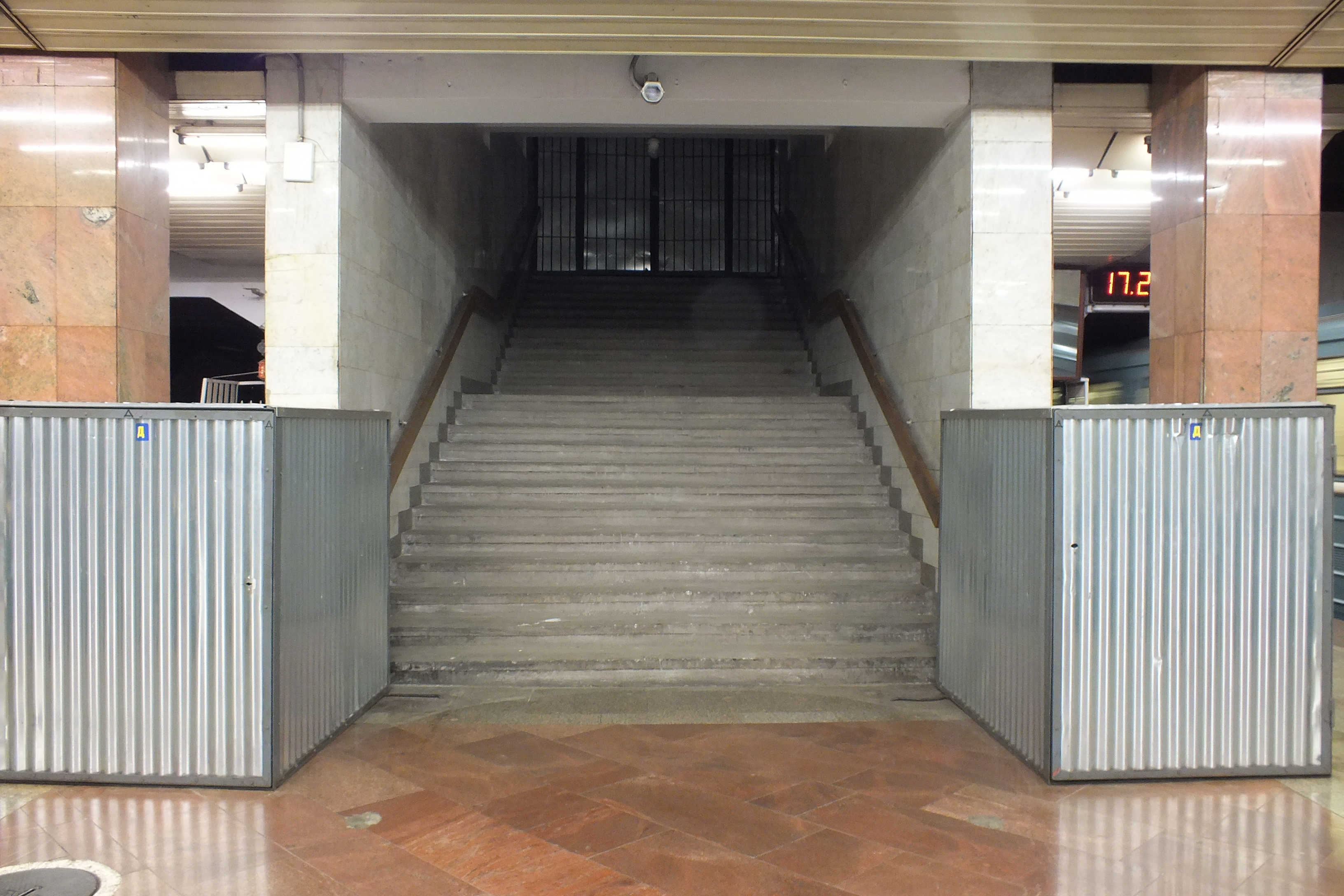
De nooduitgang aan de westkant
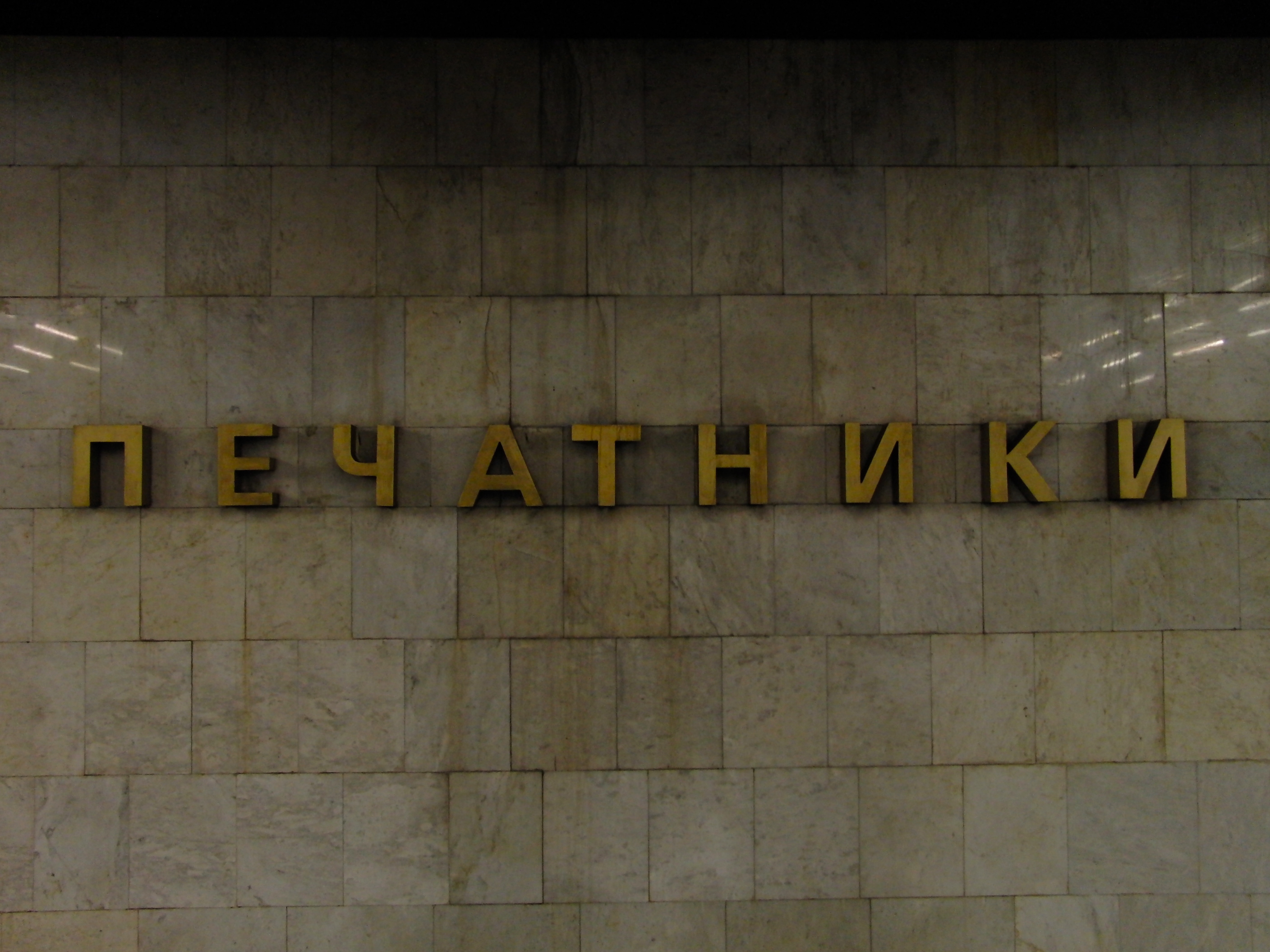
De stationsnaam op de tunnelwand

## Reizigersverkeer
Het station is het rustigste van het Moskouse metronet, in 2002 werden gemiddeld 25.050 reizigers per dag geteld, in 2017 was dit opgelopen tot 67.000.  De reizigers kunnen om 5:36 uur de eerste metro naar het centrum nemen. In zuidelijke richting is dit in het weekeinde 5:53 uur, op even dagen door de week is dit 5:49 uur en op oneven weekdagen om 5:52 uur.  Sinds 2022 is rond het station een vervoersknooppunt ontstaan door de bouw van een busstation, een voorstadshalte van de stadsgewestelijke lijn MCD-2 en een metrostation aan de Grote Ringlijn.  In het station is een overstap mogelijk via een gemeenschappelijke inkomhal bereikbaar via de trap aan de westkant naar het in 2023 geopende station Petsjatniki van de Grote Ringlijn en naar de MCD-2 via het verbonden en in 2022 geopende station Petsjatniki, waar ten vroegste in 2028 ook de MCD-5 zal stoppen. Verder is in 2019 besloten tot de bouw van station Joezjnyj Port, ten westen van het depot, wat binnen de vijf jaar geopend zou moeten worden.